# Pięciodźwięk
Pięciodźwięk – akord złożony z pięciu dźwięków. Bazuje na trójdźwięku z dodanymi kolejnymi dwiema tercjami. Odległością między pierwszym a piątym dźwiękiem jest interwał nony, dlatego nazywany jest też akordem nonowym.